# Rockdale County
Das Rockdale County ist ein County im Bundesstaat Georgia der Vereinigten Staaten. Der Verwaltungssitz (County Seat) ist Conyers.

## Geographie
Das County liegt im mittleren Norden von Georgia und hat eine Fläche von 342 Quadratkilometern, wovon vier Quadratkilometer Wasseroberfläche sind, und grenzt im Uhrzeigersinn an folgende Countys: Walton County, Newton County, Henry County, DeKalb County und Gwinnett County.
Das County ist Teil der Metropolregion Atlanta.

## Geschichte
Rockdale County wurde am 18. Oktober 1870 als 133. County in Georgia aus Teilen des Henry County und des Newton County gebildet. Benannt wurde es nach der Rockdale-Kirche.

## Demografische Daten
Laut der Volkszählung von 2010 verteilten sich die damaligen 85.215 Einwohner auf 30.027 bewohnte Haushalte, was einen Schnitt von 2,81 Personen pro Haushalt ergibt. Insgesamt bestehen 33.272 Haushalte.
75,0 % der Haushalte waren Familienhaushalte (bestehend aus verheirateten Paaren mit oder ohne Nachkommen bzw. einem Elternteil mit Nachkomme) mit einer durchschnittlichen Größe von 3,23 Personen. In 40,5 % aller Haushalte lebten Kinder unter 18 Jahren sowie in 22,0 % aller Haushalte Personen mit mindestens 65 Jahren.
29,9 % der Bevölkerung waren jünger als 20 Jahre, 24,6 % waren 20 bis 39 Jahre alt, 29,4 % waren 40 bis 59 Jahre alt und 16,2 % waren mindestens 60 Jahre alt. Das mittlere Alter betrug 37 Jahre. 47,6 % der Bevölkerung waren männlich und 52,4 % weiblich.
44,8 % der Bevölkerung bezeichneten sich als Weiße, 46,4 % als Afroamerikaner, 0,3 % als Indianer und 1,8 % als Asian Americans. 4,6 % gaben die Angehörigkeit zu einer anderen Ethnie und 2,1 % zu mehreren Ethnien an. 9,5 % der Bevölkerung bestand aus Hispanics oder Latinos.
Das durchschnittliche Jahreseinkommen pro Haushalt lag bei 51.072 USD, dabei lebten 17,2 % der Bevölkerung unter der Armutsgrenze.

## Orte im Rockdale County
Orte im Rockdale County mit Einwohnerzahlen der Volkszählung von 2010:
City:
- Conyers (County Seat) – 15.195 Einwohner

Census-designated place:
- Lakeview Estates – 2.695 Einwohner